# Gildoria plana
Gildoria plana är en stekelart som först beskrevs av Julius Theodor Christian Ratzeburg 1848.  Gildoria plana ingår i släktet Gildoria och familjen bracksteklar. Inga underarter finns listade i Catalogue of Life.